# Camilie-Léon Duffet
Camilie-Léon Duffet, francoski general, * 1880, † 1968.